# Жовеллана
Жовелла́на (лат. Jovellana) — небольшой род двудольных цветковых растений семейства Кальцеоляриевые (Calceolariaceae). На 2023 год включает 4 вида.

## Название
Научное название рода было впервые употреблено в 1798 году испанскими ботаниками Иполито Руисом Лопесом и Хосе Антонио Павоном Хименесом. Оно образовано от фамилии испанского общественного деятеля эпохи Просвещения Гаспара Мельчора де Ховельяноса (1744—1811).

## Ботаническое описание
Представители рода — многолетние травы или кустарники с прямыми или приподнимающимися, гладкими или покрытыми опушением стеблями. Листья простые, или слабо перисторассечённые, часто с зазубренным краем, супротивно расположенные на стебле, обычно почти сидячие.
Цветки одиночные или собранные в щитковидное соцветие на конце побега. Чашечка разделена на четыре доли, в основании сросшиеся с венчиком. Венчик желтоватый или розоватый, с красноватыми пятнышками, двугубый, нижняя губа обычно заметно крупнее верхней. Тычинки в количестве двух. Пестик с головчатым или двудольным рыльцем. Плод — коробочка, при созревании разделяющаяся на четыре части.

## Таксономия
|  |                                      |  |                                                         |                                                         |                           |  | ещё 22 семейства (согласно Системе APG III) |            |               |        |
|  |                                      |  |                                                         |                                                         |                           |  |                                             |            |               | 4 вида |
|  |                                      |  |                                                         | порядок Ясноткоцветные                                  |                           |  |                                             |            | род Жовеллана |        |
|  |                                      |  |                                                         | порядок Ясноткоцветные                                  |                           |  |                                             |            | род Жовеллана |        |
|  | отдел Цветковые, или Покрытосеменные |  |                                                         |                                                         | семейство Кальцеоляриевые |  |                                             |            |               |        |
|  | отдел Цветковые, или Покрытосеменные |  |                                                         |                                                         |                           |  |                                             |            |               |        |
|  |                                      |  | ещё 58 порядков цветковых растений (по Системе APG III) | ещё 58 порядков цветковых растений (по Системе APG III) |                           |  |                                             | ещё 3 рода | ещё 3 рода    |        |
|  |                                      |  |                                                         | ещё 58 порядков цветковых растений (по Системе APG III) |                           |  |                                             |            | ещё 3 рода    |        |

### Виды[1]
- Jovellana punctata Ruiz & Pav., 1798
- Jovellana repens (Hook.f.) Kraenzl., 1907
- Jovellana sinclairii (Hook.) Kraenzl., 1907 — Жовеллана Синклера
- Jovellana violacea (Cav.) G.Don, 1838 — Жовеллана фиалковая

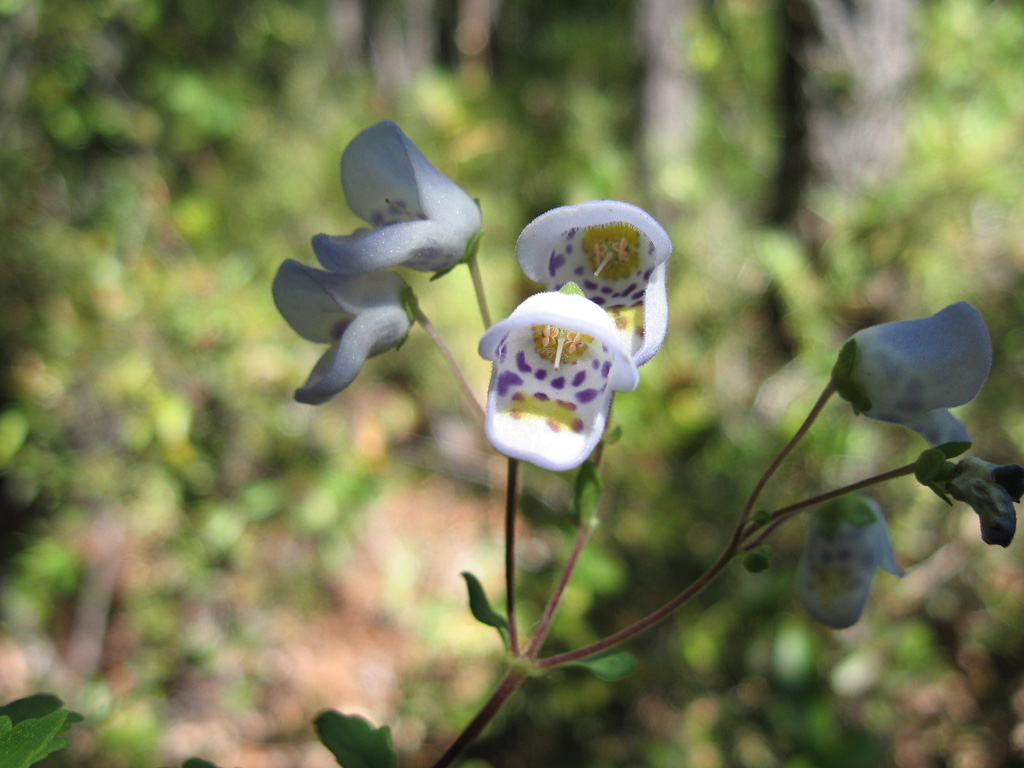
Jovellana punctata
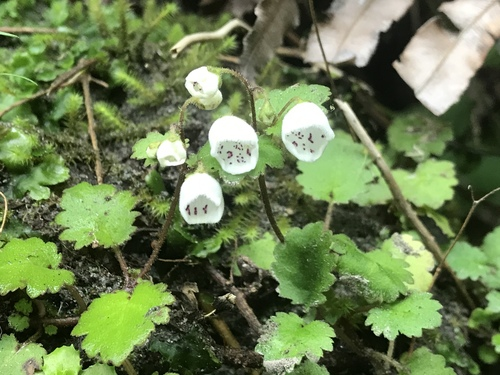
Jovellana repens
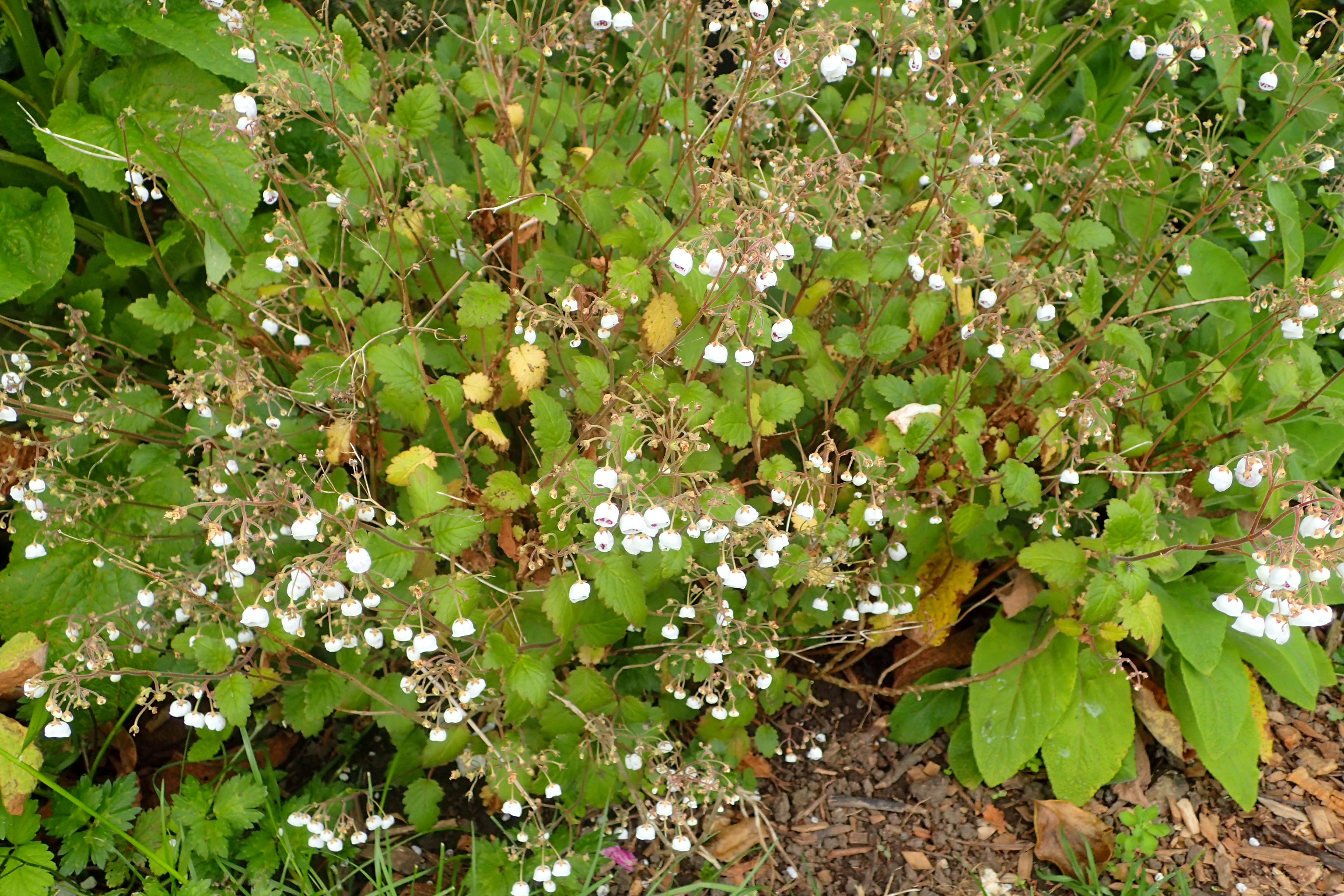
Jovellana sinclairii
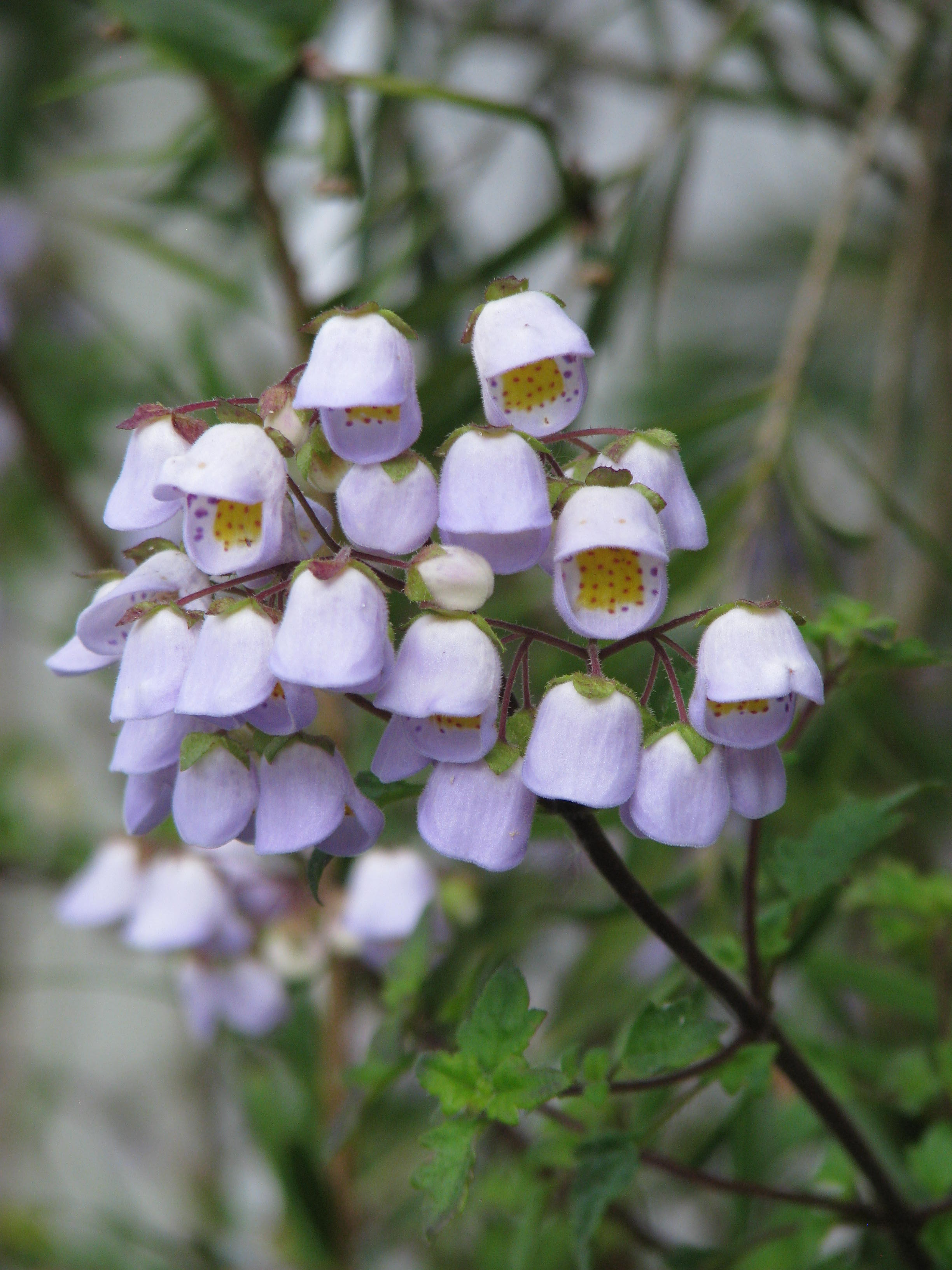
Jovellana violacea

## Распространение
Два вида рода распространены в Новой Зеландии (Jovellana repens и Jovellana sinclairii), а два другие — эндемики Чили (Jovellana punctata и Jovellana violacea).